# Chen Ling (hockey sur gazon)
Pour les articles homonymes, voir Chen.
Chen Ling née le 3 juillet 1998, est une joueuse chinoise de hockey sur gazon.

## Carrière
Elle a fait ses débuts en décembre 2021 à Donghae pour concourir au Champions Trophy d'Asie 2021.

## Palmarès
- : 3e au Champions Trophy d'Asie 2021.